# San Marino
 Ovo je glavno značenje pojma San Marino. Za druga značenja pogledajte San Marino (razdvojba).
San Marino, službeno Republika San Marino (tal. Serenissima Repubblica di San Marino), je mala država u Europi, potpuno okružena teritorijem Italije. Površinom je u Europi jedino veća od Vatikana i Monaka.

## Povijest
San Marino je jedna od najstarijih država na svijetu. Prema predaji, osnovao ju je 301. godine klesar Marin s otoka Raba. Marin je sa svojim prijateljem Leom pošao u Rimini. Zbog progona kršćana sklonio se na obližnje brdo Monte Titano, gdje je izgradio kapelicu. Ta kapelica je činila jezgru budućeg grada San Marina. Službeni datum osnutka države je 3. rujna 301. godine.
Gradsko središte San Marina štite tri tornja na vrhovima Monte Titana, od kojih je najstariji, Guaita, izgrađen u 11. stoljeću. Toranj je proslavljen kao neosvojiv, što je obeshrabrilo mnoge potencijalne osvajače grada. Tijekom križarskih ratova u 13. stoljeću na drugom vrhu Monte Titana izgrađen je drugi toranj, Cesta, a treći, Montale, najmanji na posljednjem vrhu brda, izgrađen je u 14. stoljeću. S vremenom je trgovinom i sporazumima grad-republika San Marino proširila svoj teritorij na još devet obližnjih kaštela, čime je nastala današnja Republika San Marino.
Ustav San Marina službeno je usvojen 8. listopada 1600. Malu državu prvo je priznala Napoleonova Francuska 1797. godine, a kasnije 1815. na Bečkom kongresu priznale su je i ostale europske države.
U ranoj fazi ujedinjenja Italije tijekom 19. stoljeća, San Marino je pružao utočište onima koji su bili progonjeni zbog svoje potpore ujedinjenju Italije. Giuseppe Garibaldi je zbog toga zajamčio da će San Marino biti nezavisna i suverena država te je nije pripojio ujedinjenoj Italiji 1860. godine. Za vrijeme Prvoga svjetskoga rata Republika San Marino je dala svoj vojnički prinos na strani Kraljevine Italije, a poslije rata oslonila se na fašističku vlast u njoj.

## Zemljopis
San Marino graniči s Italijom (enklava unutar Italije), odnosno s dvije talijanske regije - na sjeveroistoku s Emilia-Romagna i na jugozapadu s Marche. Površina San Marina iznosi 60,57 kvadratnih kilometara. Udaljenost između najsjevernije i najjužnije granice iznosi 12 kilometra zračne linije. Najviši vrh je Monte Titano sa 739 metara.
Klima je mediteranskog tipa, ali je blaža nego u primorju zbog nadmorske visine. Ljeti temperatura iznosi od 20° do 30°C, a zimi od -2° do 10°C. Prosječne padaline iznose 550 mm godišnje.

## Stanovništvo
Procjenjuje se da je San Marino 2009. godine imao 31 000 stanovnika. Od toga su 83,1 % osobe rođene u San Marinu, a 12 % su Talijani. Prosječna gustoća stanovnika iznosi 508 stanovnika/km². Veliku većinu stanovništva čine katolici (preko 90 %).
Stanovništvo govori talijanskim, koji je i službeni jezik. Uz talijanski, govori se i romanjolski, sanmarinski dijalekt.

## Politika
Consiglio Grande e Generale ('Veliko i opće vijeće') je predstavničko tijelo (parlament), čije članove građani biraju svakih pet godina. Parlament bira svakih šest mjeseci (1. travnja i 1. listopada) dva člana iz svojih redova koji će obnašati dužnost Capitani Reggenti ('Kapetana regenta'). Kapetani regenti i kabinet čine izvršnu vlast.
Vijeće također bira Consiglio dei XII ('Vijeće dvanaestorice'), koji čine sudbenu vlast za vrijeme mandata Vijeća.

## Upravna podjela
San Marino je podijeljen na devet kaštela ili općina (tal. castello - utvrda, gradina), svaka na jednom brdu. To su ujedno i gradovi:
- San Marino (Città di San Marino)
- Acquaviva
- Borgo Maggiore
- Chiesanuova
- Domagnano
- Faetano
- Fiorentino
- Montegiardino
- Serravalle

Najveći grad San Marina je Dogana (oko 7000 stanovnika), koji nije samostalan kaštel već pripada kaštelu Serravalle.
Svaki kaštel/općina uključuje glavni grad u kojemu je sjedište kaštela (capoluogo) te manja naselja (frazioni).

## Gospodarstvo
San Marino nema prirodnih izvora, tako da je poljoprivreda važna grana gospodarstva. Uzgajaju se žitarice, vinova loza, masline i voće, te se uzgajaju i goveda i svinje. Sve do 1960-ih godina stanovnici San Marina su živjeli prije svega od poljoprivrede. Tada se počinju razvijati obrt, trgovina i turizam. San Marino izvozi vino, lan, te zanatske proizvode. Prodajom poštanskih maraka ostvaruje se znatan prihod. Drugi veliki izvor prihoda je turizam, koji izravno ili neizravno čini 60 % državnih prihoda. Od 1. siječnja 2002., iako nije dio Europske unije, uvodi euro, kao službenu valutu (prije toga to je bila talijanska lira).
U San Marinu važan je i bankarski sektor, ali i proizvodnja elektronike i keramike.

## Šport
San Marino je poznat po utrci Formule 1. Utrka se ne vozi na području San Marina, već 100 km sjeverozapadno, u Imoli. Do toga je došlo 1980. kada je Velika nagrada Italije iz Monze prebačena u Imolu. Međutim, već se sljedeće godine utrka za Veliku nagradu Italije ponovno vratila u Monzu, a utrka u Imoli se od 1981. vozi kao Velika nagrada San Marina.
San Marino ima i vlastitu nogometnu reprezentaciju, kao i nogometnu ligu. 1931. godine osnovan je Nogometni savez.

## Vanjske poveznice
| Portal:Europa | Portal:Europa |

### Ostali projekti
|  | Zajednički poslužitelj ima stranicu o temi San Marino |
|  | Zajednički poslužitelj sadrži atlas San Marina        |